# Villa Kevenhüller
La Villa Kevenhüller è una residenza neoclassica progettata dall'architetto Leopoldo Pollack per volere di Emanuel Kevenhüller, costruita nel 1811 a Biumo Inferiore presso Varese, nel luogo che in precedenza ospitava probabilmente un convento intitolato a Santa Teresa.
La villa è impostata su un impianto a "U" aperta verso sud. La facciata meridionale, sormontata da un timpano, è rivolta verso un cortile interno. La facciata nord, oggi affacciata su via Walder, presenta un livello inferiore eseguito a bugnato. In origine, sul lato settentrionale di questa via, si apriva un ampio parco di pertinenza della villa, area verde successivamente inglobata nella proprietà delle ville Ponti.
Prima di essere proprietà dei Ponti, la villa era divenuta proprietà della famiglia Bianchi. L'ultimo proprietario unico fu il marchese Gian Felice Ponti, ultimo discendente della famiglia.
Oggi il palazzo è un condominio con diversi appartamenti privati.